# Cercospora elaeidis
Cercospora elaeidis är en svampart som beskrevs av Steyaert 1948. Cercospora elaeidis ingår i släktet Cercospora och familjen Mycosphaerellaceae.   Inga underarter finns listade i Catalogue of Life.